# Parafia św. Józefa Robotnika w Rytrze
Parafia Świętego Józefa Robotnika w Rytrze – parafia rzymskokatolicka w dekanacie Piwniczna w diecezji tarnowskiej. Erygowana w 1931 roku. 

## Historia
Parafia Rytro została erygowana przez bpa tarnowskiego Leona Wałęgę 8 czerwca 1931 r. Została wówczas wyłączona z parafii barcickiej (do której ta miejscowość należała). Granice nowo utworzonej parafii tworzyły miejscowości: Rytro, Roztoka Ryterska, Obłazy Ryterskie i Sucha Struga.
Budowę obecnej świątyni rozpoczęto w 1983 r. Po wybudowaniu pierwszego poziomu w stanie surowym bp tarnowski Jerzy Ablewicz, 12 sierpnia 1984 r. wmurował kamień węgielny, poświęcony przez papieża Jana Pawła II na błoniach krakowskich w dniu 16 czerwca 1983 r. Nowy kościół konsekrował biskup tarnowski Wiktor Skworc 19 czerwca 2005 roku.

## Proboszczowie
- ks. Jan Sarna (1 sierpnia 1930 – 27 kwietnia 1932)
- ks. Jan Kic (1 maja 1932 – 17 września 1945)
- ks. Franciszek Ignas (1945, administrator)
- ks. Józef Woźniacki (28 września 1945 – 8 kwietnia 1985)
- ks. Franciszek Klag (19 kwietnia 1985 – 13 sierpnia 2009)
- ks. Antoni Myjak (14 sierpnia 2009 – 10 sierpnia 2024)[2]
- ks. Mirosław Karol (od 10 sierpnia 2024 – 10 sierpnia 2025)[3][4][5]
- ks. Krzysztof Majerczak (od 10 sierpnia 2025)[4][5]

Źródło: